# Aqueduc de Brooks
L'aqueduc de Brooks (anglais : Brooks Aqueduct) est un ancien aqueduc construit par la compagnie du chemin de fer du Canadien Pacifique durant les années 1910. Il est situé dans le comté de Newell à huit kilomètres au sud de Brooks.

## Histoire
L'aqueduc de Brooks a été construit entre 1912 et 1914 par le Canadien Pacifique dans le but d'irriguer les terres arides du sud de l'Alberta. Il s'agit d'un canal de 3,2 km prenant source à l'est du lac Newell. Sa construction a permis l'irrigation de 50 000 ha de terre pour l'agriculture. Il a été vendu en 1935 à l'Eastern Irrigation District et il a été utilisé jusqu'en 1979, date à laquelle il a été remplacé par un canal de meilleure capacité.
Il a été désigné en 1983 comme lieu historique national du Canada. En 2000, il a été classé comme ressource historique provinciale.